# Светланов, Евгений Фёдорович
Евге́ний Фёдорович Светла́нов (6 сентября 1928, Москва, РСФСР, СССР — 3 мая 2002, Москва, Россия) — советский и российский дирижёр, композитор, пианист, публицист. Герой Социалистического Труда (1986). Народный артист СССР (1968). Лауреат Ленинской премии (1972), Государственной премии СССР (1983), Государственной премии РСФСР имени М. И. Глинки (1975) и Премии Президента Российской Федерации в области литературы и искусства (1999).

## Биография
Евгений Светланов родился 6 сентября 1928 года в Москве.
Начал заниматься по классу фортепиано в Музыкальном училище имени Гнесиных (1944—1946), затем в Музыкально-педагогическом институте имени Гнесиных (ныне Российская академия музыки имени Гнесиных) у М. А. Гурвич, воспитанницы Н. К. Метнера. Позже занимался композицией у М. Ф. Гнесина. Будучи студентом института, начал свой творческий путь как пианист. По окончании института по специальности «фортепиано» в 1951 году поступил в Московскую консерваторию в классы оперно-симфонического дирижирования А. В. Гаука и композиции — Ю. А. Шапорина.
В 1954 году, будучи студентом 4-го курса консерватории, стал дирижёром-ассистентом Большого симфонического оркестра Всесоюзного радио и Центрального телевидения (ныне Большой симфонический оркестр имени П. И. Чайковского).
С 1955 года — дирижёр, в 1963—1965 — главный дирижёр Большого театра. Дебютировал в 1955 году постановкой оперы Н. А. Римского-Корсакова «Псковитянка». Эта же опера спустя 45 лет стала последней его работой в театре.
В 1962 году был назначен музыкальным руководителем Кремлёвского дворца съездов, который в то время стал второй прокатной площадкой Большого театра.
С 1965 по 2000 год — художественный руководитель и главный дирижёр Государственного академического симфонического оркестра СССР (с 1991 года — России).
В 1992—2000 годах — главный дирижёр гаагского оркестра Резиденси (Нидерланды).
В 2000—2002 годах вновь работал в Большом театре.
Работая в Большом театре, осуществил ряд постановок русских и зарубежных опер: «Иван Сусанин» М. И. Глинки, «Князь Игорь» А. П. Бородина, «Борис Годунов» М. П. Мусоргского, «Фауст» Ш. Гуно, «Риголетто» Дж. Верди, «Евгений Онегин» П. И. Чайковского, «Сказание о невидимом граде Китеже и деве Февронии», «Сказка о царе Салтане» и «Золотой петушок» Н. А. Римского-Корсакова, «Не только любовь» Р. К. Щедрина.
Искусство дирижёра получило признание не только в СССР, но и за границей: его неоднократно приглашали дирижировать ведущими зарубежными оркестрами и руководить оперными и балетными постановками (в частности, «Щелкунчика» П. И. Чайковского в театре «Ковент-Гарден» в Лондоне). В 1964 году дирижировал спектаклями труппы Большого театра на сцене театра «Ла Скала» (Милан, Италия).
Также дирижировал многочисленными западными коллективами, такими как Симфонический оркестр Би-би-си, Филармонический оркестр Би-би-си, Лондонский симфонический оркестр, Лондонский филармонический оркестр в Англии, Филадельфийский оркестр в Соединённых Штатах Америки, Оркестр де Пари, Национальный оркестр Франции, Филармонический оркестр Радио Франции, Страсбургский филармонический оркестр и Филармонический оркестр Монпелье во Франции, Оркестр Национальной академии Санта-Чечилия в Италии, Берлинский филармонический оркестр и Мюнхенский филармонический оркестр в Германии, Венский симфонический оркестр в Австрии, Оркестр Королевского театра де ла Моннэ в Бельгии, Королевский Оркестр Консертгебау Амстердама в Нидерландах, Симфонический оркестр Шведского радио, Хельсинкский филармонический оркестр, Симфонический оркестр Финского радио, Симфонический оркестр Датского радио, Филармонический оркестр Осло, Гётеборгский симфонический оркестр, Симфонический оркестр NHK в Японии и т. д.
С Госоркестром СССР, под его управлением играли лучшие отечественные и зарубежные исполнители — С. Т. Рихтер, Э. Г. Гилельс, А. Я. Эшпай, Т. П. Николаева, М. А. Фёдорова, Т. Н. Хренников, Д. Ф. Ойстрах, Л. Б. Коган, А. К. Фраучи, Ф. П. Лузанов, Ф. Кемпф.
Под его управлением состоялись премьеры многих симфонических произведений советских композиторов, впервые в СССР прозвучали мистерия «Жанна д’Арк на костре» А. Онеггера, «Турангалила» О. Мессиана, «Уцелевший из Варшавы» А. Шёнберга, 7-я симфония Г. Малера, ряд сочинений И. Ф. Стравинского, Б. Бартока, А. Веберна, Э. Вила-Лобоса и др.
В 1980—1983 годах провёл цикл концертов «Избранные шедевры западноевропейской музыки».
Творческое наследие огромно: несколько тысяч кассет, дисков, записей с концертов и театральных постановок. Первый дирижёр, реализовавший идею создания «Антологии русской симфонической музыки». За годы работы с оркестром записал почти все симфонические произведения М. И. Глинки, А. С. Даргомыжского, А. Г. Рубинштейна, А. П. Бородина, М. А. Балакирева, М. П. Мусоргского, П. И. Чайковского, Н. А. Римского-Корсакова, С. И. Танеева, С. М. Ляпунова, А. С. Аренского, А. К. Глазунова, В. С. Калинникова, А. Н. Скрябина, С. В. Рахманинова, Н. Я. Мясковского, а также Р. Вагнера, И. Брамса, Г. Малера, И. Ф. Стравинского, А. И. Хачатуряна, Д. Д. Шостаковича, Т. Н. Хренникова, А. Я. Эшпая и многих других композиторов. Некоторые их произведения под его управлением прозвучали впервые. Наибольшую известность получило исполнение симфонических произведений П. И. Чайковского и С. В. Рахманинова. Существует также ряд записей как пианиста.
Гастролировал за рубежом (выступал более чем в 20 странах).
Автор ряда оригинальных сочинений: Симфонии h-moll, симфонических поэм «Даугава» и «Калина красная», Поэмы для скрипки с оркестром памяти Д. Ф. Ойстраха, Арии для ансамбля виолончелей, Фортепианной музыки, Романсов и других сочинений. Стиль его, как композитора перекликается с творчеством С. В. Рахманинова.
Выступал в печати, по радио и телевидению по различным вопросам музыкальной жизни. Его статьи, очерки, эссе, рецензии (более 150) переизданы в сборнике «Музыка сегодня» (М., 1976).
С 1974 года — секретарь правления Союза композиторов СССР.
Евгений Фёдорович Светланов скончался 3 мая 2002 года в Москве на 74-м году жизни. Похоронен на Ваганьковском кладбище (участок 2).
Крайне негативный отзыв о дирижере написала Галина Вишневская в своей книге "Галина. История жизни": "...в канцелярии театра висел приказ, гласящий, что Мелик-Пашаев и Покровский по собственному желанию освобождены от занимаемых должностей и на их места — главными — назначены дирижер Е. Светланов и режиссер И. Туманов. Для театра это было полной катастрофой! Знаменитый Мелик оказался в унизительном подчинении у начинающего дирижера, человека грубого и неуравновешенного... Дирижер, назначенный в Большой театр на пост главного, вне зависимости от своего творческого потенциала, в тот же час объявляется первым, безоговорочно лучшим и должен дирижировать спектаклями «золотого фонда» театра: «Борис Годунов», «Князь Игорь», «Пиковая дама», «Аида»… Весь этот репертуар принадлежал Мелик-Пашаеву. Теперь же, на правах главного, на него претендовал Светланов, дорвавшийся до власти молодой самодур, получивший возможность со столь высокого поста чинить разбой, своею волею казнить или миловать. При всяческой поддержке ЦК и Фурцевой, усиленно работая локтями, карабкался он на пьедестал, стараясь спихнуть с него маститого дирижера, постепенно лишая его созданных им спектаклей".

## Семья
Отец — Фёдор Петрович Светланов (1897—1976). Мать — Татьяна Петровна Кругликова (1890—1981), сестра Веры Петровны Кругликовой (1889—1972). Отец происходил из рода Светлановых, а мать из знаменитого дворянского рода Кругликовых. Родители были солистами оперы Большого театра. Младшая сестра Анна Фёдоровна Зубова (1933), живёт в Кемерове.
Первая жена Лариса Авдеева (1925—2013), оперная певица, народная артистка РСФСР. Сын Андрей (род. 1956).
Вторая жена Нина Светланова (Николаева) (умерла 18 сентября 2019) — журналистка, окончила вокальное отделение Московской консерватории.

## Награды и звания
- Герой Социалистического Труда (25 апреля 1986 года) — за большие заслуги в развитии советского музыкального искусства и  плодотворную общественную деятельность[4].
- Заслуженный артист РСФСР (15 сентября 1959 года) — за заслуги в области советского искусства[5][6].
- Народный артист РСФСР (25 февраля 1964 года) — за заслуги в области советского искусства[7].
- Народный артист СССР (3 октября 1968 года) — за большие достижения в развитии советского музыкального искусства[8].
- Народный артист Киргизской ССР (1974)[9].
- Ленинская премия (1972) — за концертные программы (1969—1971).
- Государственная премия СССР (1983) — за концертные программы (1979—1982).
- Государственная премия РСФСР имени М. И. Глинки (1975) — за концертные программы (1973—1974) и концерты, посвящённые симфоническому творчеству С. В. Рахманинова.
- Премия Президента Российской Федерации в области литературы и искусства 1998 года (12 января 1999 года)[10].
- Орден «За заслуги перед Отечеством» II степени (9 октября 1998 года) — за выдающиеся заслуги в развитии мирового музыкального искусства[11].
- Орден «За заслуги перед Отечеством» III степени (27 июля 1996 года) — за заслуги перед государством, выдающийся вклад в мировую музыкальную культуру[12].
- Три ордена Ленина:
  - первый (1971).
  - второй (5 сентября 1978 года) — за большие заслуги в развитии советского музыкального искусства и  в связи с пятидесятилетием со дня рождения[13].
  - третий (25 апреля 1986 года).
- Орден Трудового Красного Знамени (1967).
- Орден Дружбы народов (25 мая 1976 года) — за заслуги в развитии советского музыкального и хореографического искусства и в связи с 200-летием Государственного академического Большого театра СССР[14].
- Орден святого благоверного князя Даниила Московского (РПЦ)[15].
- Орден «Кирилл и Мефодий» I степени (НРБ, 1971).
- Офицер ордена Почётного легиона (Франция).
- Командор ордена Нидерландского льва (Нидерланды).
- Благодарность Президента Российской Федерации (6 сентября 1998 года) — за выдающийся вклад в развитие музыкального искусства[16].
- Почётная грамота Правительства Российской Федерации (8 октября 1998 года) — за выдающийся личный вклад в развитие отечественного музыкального искусства и многолетнюю  плодотворную  деятельность[17].
- Почётный академик Шведской Королевской академии.
- Почётный академик Академии искусств США.
- Почётный профессор МГУ (1995)[18] и музыкальной академии имени Гнесиных.
- Почётный член Шведской королевской музыкальной академии (1992).
- Почётный дирижёр Большого театра (1999).
- Почётный член музыкальной Академии Вагнера.
- Почётный член Шубертовского общества.
- Лауреат «Гран при» (Франция) — за запись всех симфоний П. И. Чайковского.
- Лауреат Международной премии Андрея Первозванного «За Веру и Верность» (1994).
- Медали.

## Постановки
Оперы
- «Псковитянка» Н. А. Римского-Корсакова (1955)
- «Иван Сусанин» М. И. Глинки
- «Князь Игорь» А. П. Бородина
- «Борис Годунов» М. П. Мусоргского
- «Фауст» Ш. Гуно
- «Риголетто» Дж. Верди
- «Евгений Онегин» П. И. Чайковского
- «Сказание о невидимом граде Китеже и деве Февронии» Н. А. Римского-Корсакова (1983)
- «Сказка о царе Салтане» Н. А. Римского-Корсакова
- «Садко» Н. А. Римского-Корсакова
- «Золотой петушок» Н. А. Римского-Корсакова (1988)
- «Не только любовь» Р. К. Щедрина (1961)
- «Царская невеста» Н. А. Римского-Корсакова (1956)
- «Чародейка» П. И. Чайковского (1958)
- «Октябрь» В. И. Мурадели (1964)
- «Отелло» Дж. Верди (1978)
- «Псковитянка» Н. А. Римского-Корсакова (1999)

Балеты
- «Щелкунчик» П. И. Чайковского
- «Тропою грома» К. А. Караева (1959)
- «Страницы жизни» А. М. Баланчивадзе (1960)
- «Ночной город» на музыку Б. Бартока (1962)
- «Паганини» на музыку С. В. Рахманинова (1963).

## Некоторые сочинения

### Для оркестра
- Симфония h-moll (1956)
- Праздничная поэма (1951)
- Прелюды (1966), симфонические размышления
- «Даугава», симфоническая поэма (1952)
- «Сибирская фантазия» на темы А. Оленичевой (совместно с И. В. Якушенко, 1954)
- Рапсодия № 1 («Картины Испании») (1955)
- Рапсодия № 2 («Еврейская», посвящённая болгарскому композитору П. Владигерову[19])
- "Восточная рапсодия" (авторства Александра Глазунова)
- «Романтическая баллада» (1974)
- «Рассвет в поле», симфоническая картина
- Скерцо для фортепиано и оркестра
- Лирический вальс для струнного оркестра
- Китайский танец
- «За мир», хореографическая картина
- Концертные вариации для дуэта гуслей и оркестра русских народных инструментов (редакция Т. Городовской)

### Для солистов, хора и оркестра
- Кантата «Родные поля» (1949)

### Концерты
- Концерт для фортепиано с оркестром c-moll (1976)
- Поэма для скрипки с оркестром (памяти Д. Ойстраха) (1974)
- Русские вариации для арфы и струнного оркестра

### Камерная музыка
- Квартет для двух скрипок, альта и виолончели
- «Деревенские сутки», квинтет для флейты, гобоя, кларнета, фагота и валторны: «Утро», «Полдень», «Вечер», «Полночь»
- Сонатины для скрипки и фортепиано
- Соната для виолончели и фортепиано
- Ария для альта и фортепиано
- Прелюдия и скерцо для кларнета с фортепиано
- Вальс для камерного оркестра

### Для фортепиано
- Прелюдии
- Сонаты (№1 (неоконченная), №2 №3) и сонатины (№1, №2, №3 «Новогодняя», №4 «Вечорницы», №5 «Сказка»)
- Два этюда высшей трудности: «Полдень на базарной площади», «Двойные ноты»
- Детский альбом: Русская песня, Вальс, Колыбельная, Марш
- Наброски: «Загадка», «Усмешка», «Сумерки», «На деревенском кладбище», «Танец»
- «Ориент», рапсодия.
- 24 прелюдии (во всех тональностях), «Салонные отрывки»

### Для скрипки
- «Два простых напева»: Песня, Песенка
- Вальс
- Ария
- Соната (посв. Н. Я. Мясковскому)
- Сонатина № 1
- Сонатина №2 (Сонатина-элегия)
- Пять мелодий (посвящается М. Ф. Гнеcину): Русская, Якутская, Персидская, Еврейская, Бурятская

### Для голоса и фортепиано
- Романсы
- Два романса на слова Ф. Тютчева: «Есть в осени», «Еще томлюсь»
- «Приди ко мне» на слова А. Кольцова
- «Ноченька», обработка русской народной песни
- Три романса на слова В. Кругликовой: «Я шла одна», «По золотому листопаду», «В красках закатных»
- Две новогодние песни на слова С. Михалкова: «Под Новый год» (колыбельная), «За ёлкой»
- Три романса на слова С. Щипачёва: «Своей любви», «Люблю тебя», «Весенний дождь»
- Ариэтта (Вокализ)
- «Средь шумного бала» на слова А. Толстого, «Девушка пела в церковном хоре» на слова А. Блока, «Нет, не тебя так пылко я люблю» на слова М. Лермонтова, «Давно в любви» на слова А. Фета, «Следить твои шаги» на слова А. Фета, «Я помню» на слова Н. Огарёва, «Березка» на слова С. Щипачёва, «Над свежей могилой» на слова С. Надсона
- Романсы на стихи А. Пушкина: «Я вас любил», «В Сибирь», «Поэт», «Узник», «В поле чистом», «Няня», «Что в имени тебе моем»
- Песня Нагаши (из армянских песен)
- Песня-романс «Когда я слышу голос твой» на слова Е. Светланова, «По-над берегом затона» на слова Я. Журавлёва, «Песня мира и дружбы» на слова В. Захарченко, «Гимн Родине» на cл.ова Е. Светланова, «Родной стране» на слова В. Лебедева-Кумача, «Пою Россию» на слова С. Щипачева, «С неба звездочка упала» на слова А. Жарова, «Про любовь» на слова В. Шефнера, «Два влюбленных» на слова Е. Светланова
- «Эстонская песня»
- «Песня о молоте», обработка английской народной песни

### Для голоса и оркестра
- Три русские песни для голоса и оркестра («Не велят Маше», «Уродилась сильна ягода», «Катенька веселая»)
- Монолог Арбенина для баритона и симфонического оркестра
- «Калина красная», симфоническая поэма для оркестра и женского голоса (памяти В. М. Шукшина, 1975)

### Для хора
- «Воспоминание», постлюдия для хора а сарpеllа (светлой памяти А. А. Юрлова)
- «Вышивала до рассвета» на слова В. Бокова: обработка для женского хора а саррelpа
- «Кукушечка», обработка для женского хора а саррellа
- «Чайка», обработка для женского хора а саррellа

## Фильмография

### Участие в фильмах
- 1972 — Композитор Родион Щедрин (документальный)
- 1972 — Дирижер (документальный)
- 1984 — Страницы жизни Александры Пахмутовой (документальный)
- 1991 — Сергей Прокофьев. Сюита жизни (документальный)
- 1995 — Партитура жизни (документальный)

### Архивные кадры
- 2005 — И есть, и будет (документальный)
- 2008 — Евгений Светланов. Воспоминание... (документальный)

## Память
- В 2006 году Государственному академическому симфоническому оркестру России было присвоено имя Е. Светланова.
- В честь дирижёра назван Большой зал Московского международного Дома музыки, открытый в 2004 году.
- Имя Е. Светланова получила малая планета № 4135[20].
- С 2007 года проводится международный конкурс дирижёров имени Е. Светланова[21].
- В 2012 на доме, где дирижёр жил с 1984 года (Елисеевский пер., 11), открыта мемориальная доска[22].
- Имя Е. Ф. Светланова присвоено самолёту Airbus A330 компании «Аэрофлот»[23].
- Имя Е. Ф. Светланова носит улица в Раменках[24].
- С 2003 года имя Е. Ф. Светланова носит Детская Школа искусств в СВАО (Москва).
- С 2014 года имя Е. Ф. Светланова носит Калининградская областная филармония.
- Имя Е. Ф. Светланова носит Детская Школа Искусств № 11 (Екатеринбург).